# Pripjatyi vidámpark
A pripjatyi vidámpark egy elhagyatott vidámpark az Ukrajnában található Pripjaty városában. A vidámparkot eredetileg 1986. május 1-jén tervezték megnyitni, az ünnepségek kapcsán, azonban a csernobili katasztrófa miatt a város evakuálása előtt, április 27-én megnyitották, hogy eltereljék a lakosság figyelmét a balesetről. A vidámpark egy része a megnyitáskor hiányos volt, mindenesetre az évek alatt az óriáskerék a katasztrófa jelképévé vált.

## Látványosságok
Az akkori Szovjetunió számos nagyvárosa "Парк культуры и отдыха" (Kulturális és Pihenő Park) vidámparkjának nevezetességeit jejszki székhelyű "Аттракцион" (Attraction) cég szállította, amely több olyan – máig látható – vidámparki játékokat gyártott, melyek jelenleg különböző állapotokban lelhetőek fel.
Pripjaty központjában, a Kultúra Palotájától északnyugatra elhelyezkedő parkban öt látnivaló található:
1. Az ikonikus 26 méteres óriáskerék "Круговой обзор"
2. Lökhárítós autók "Автодром" (Autodrome)
3. Ejtőernyős lovaglás "Ромашка" (Kamilla)
4. Swing csónakok "Русские качели" (Russian Swing)
5. A parkban egy karneváli játék is van.

A korábbi cég utódja még ma is gyártja az óriáskereket, lökhárítós autókat és ejtőernyős játékokat, nagyrészt változatlan mintákra.

## Sugárzás
A park környékén a sugárzási szintek változóak. A betonozott területek viszonylag biztonságosak. Azok a területek, ahol mohás a talaj, akár 25 µSv/h-ot is kibocsáthatnak, ott a legmagasabb szintű a sugárzás.